# Claude Bertin
Claude Bertin fue un escultor francés, nacido hacia 1653, activo en Versalles desde 1682 a 1705 año en que falleció. 
Formó parte del equipo altamente capacitado que suministró esculturas para Versalles . Sus jarrones monumentales de mármol , siguiendo los cánones del jarrón Borghese, con ricos relieves de frutas, guirnaldas de hiedra o frisos con escenas mitológicas, ejecutados entre 1687 y 1705, todavía adornan las terrazas de Versalles.

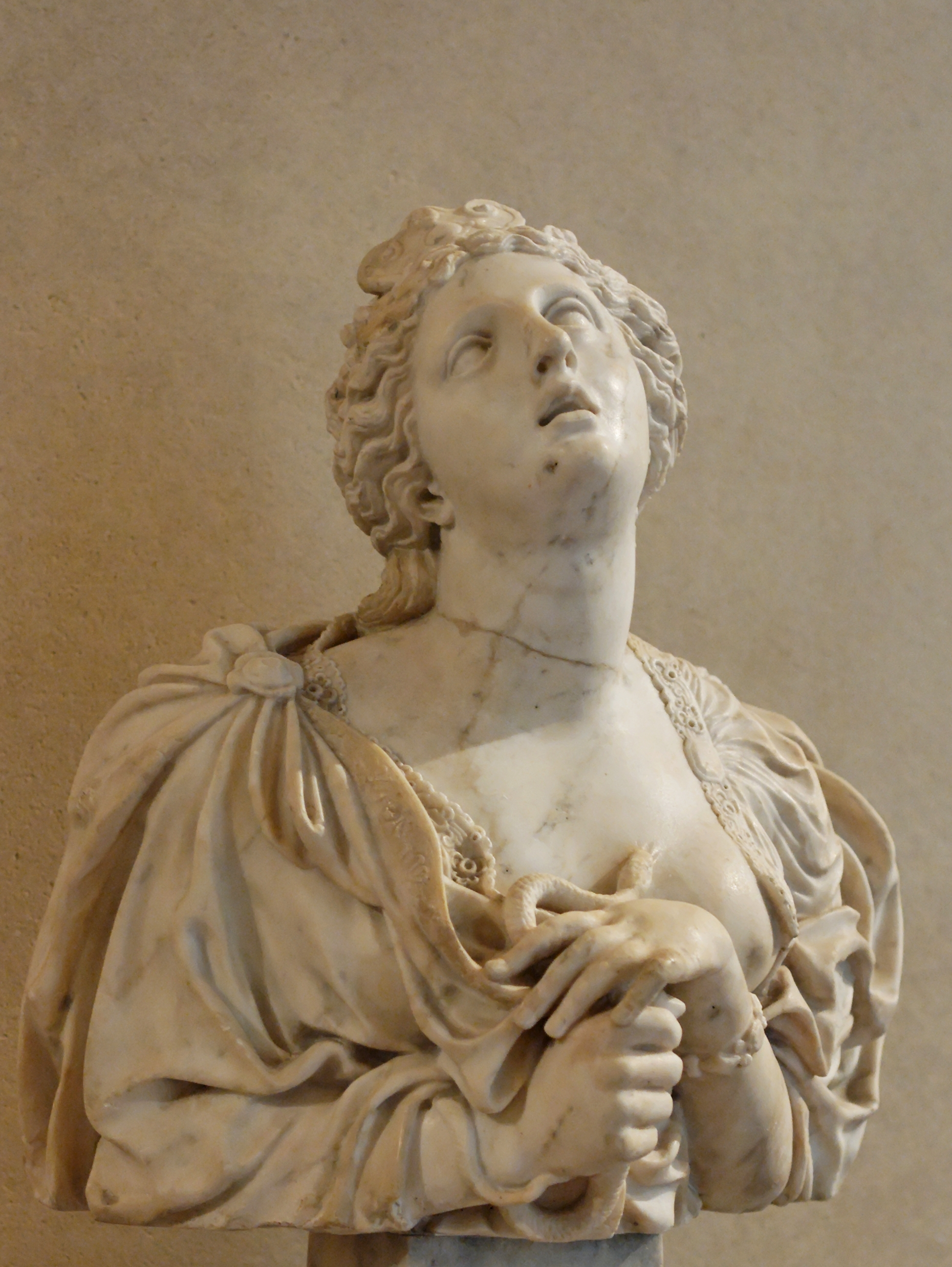
Cléopatra se suicidant por Claude Bertin, después de 1697 (Museo del Louvre)

La identidad de su padre todavía no es conocida, pero su hermano es el pintor Nicolas Bertin (París, 1667-1736) .

## Obras

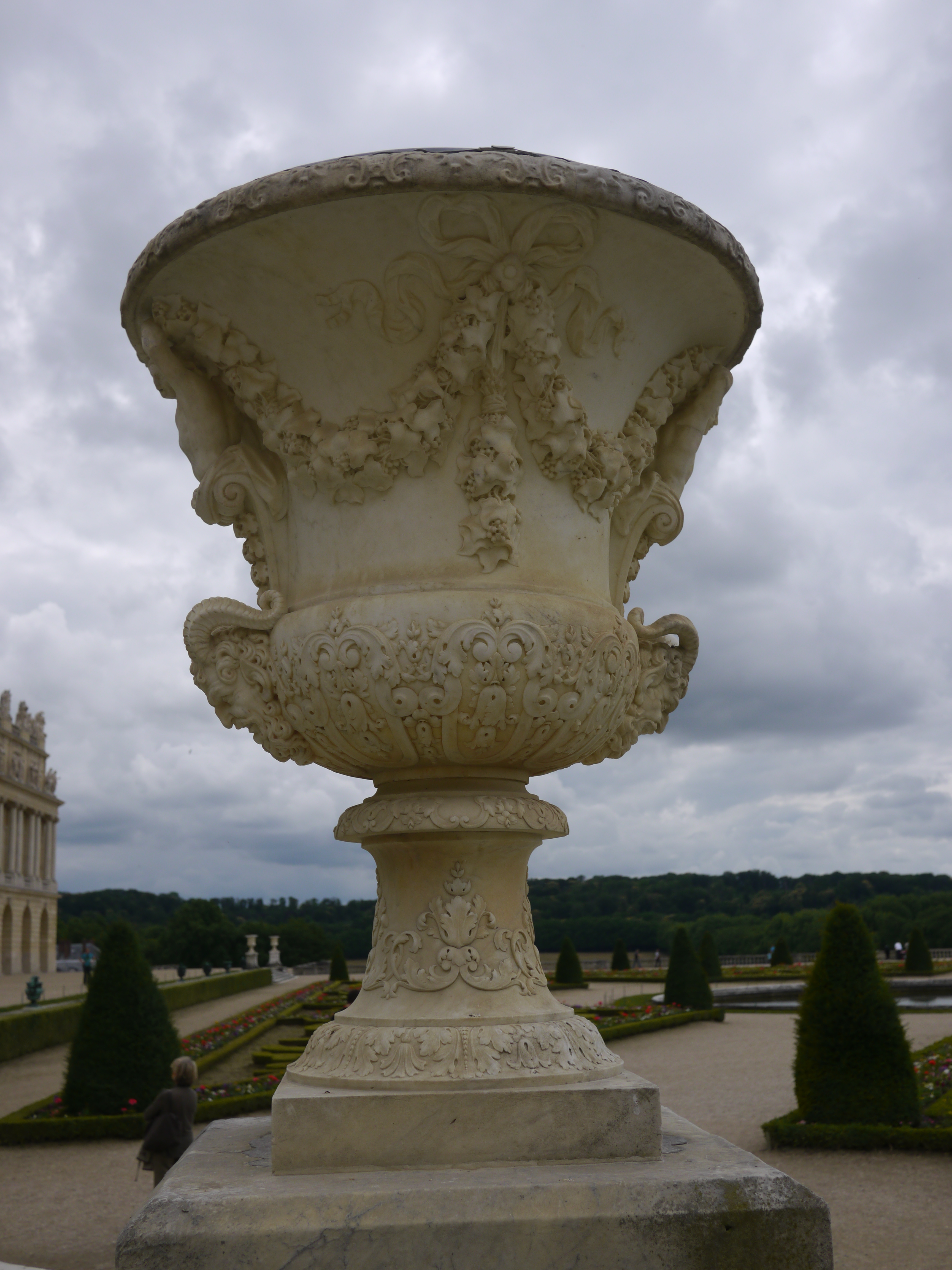
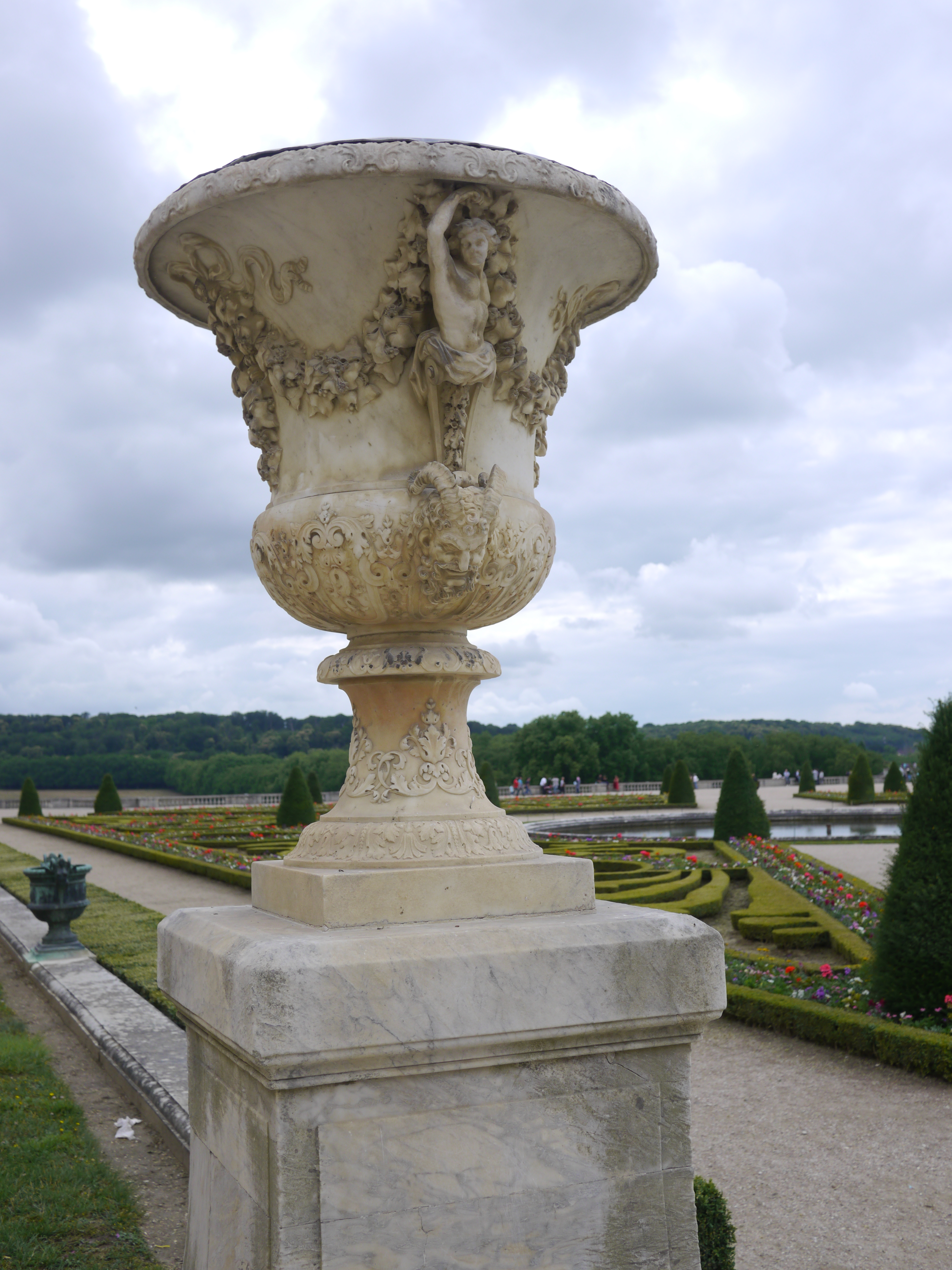

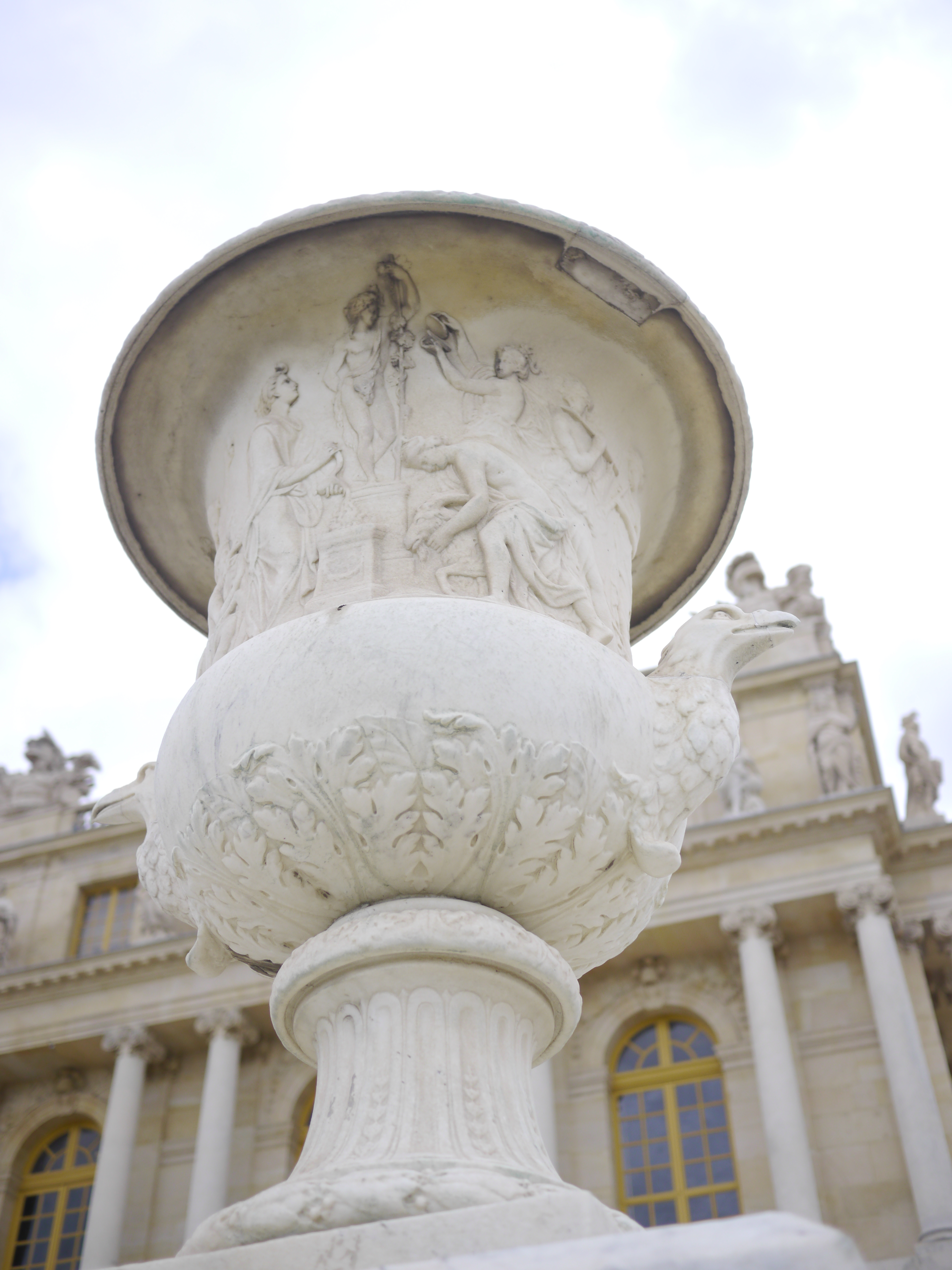
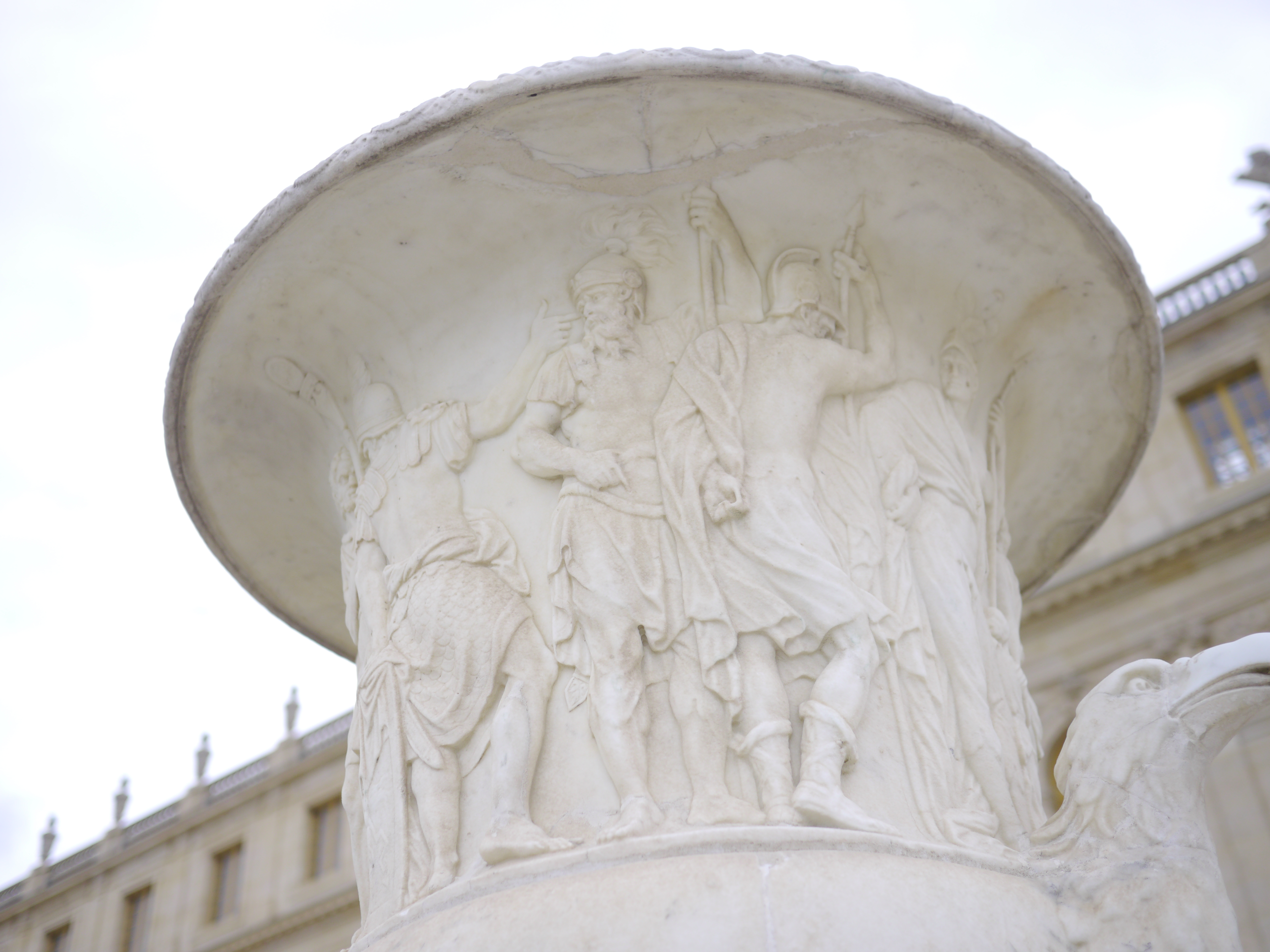
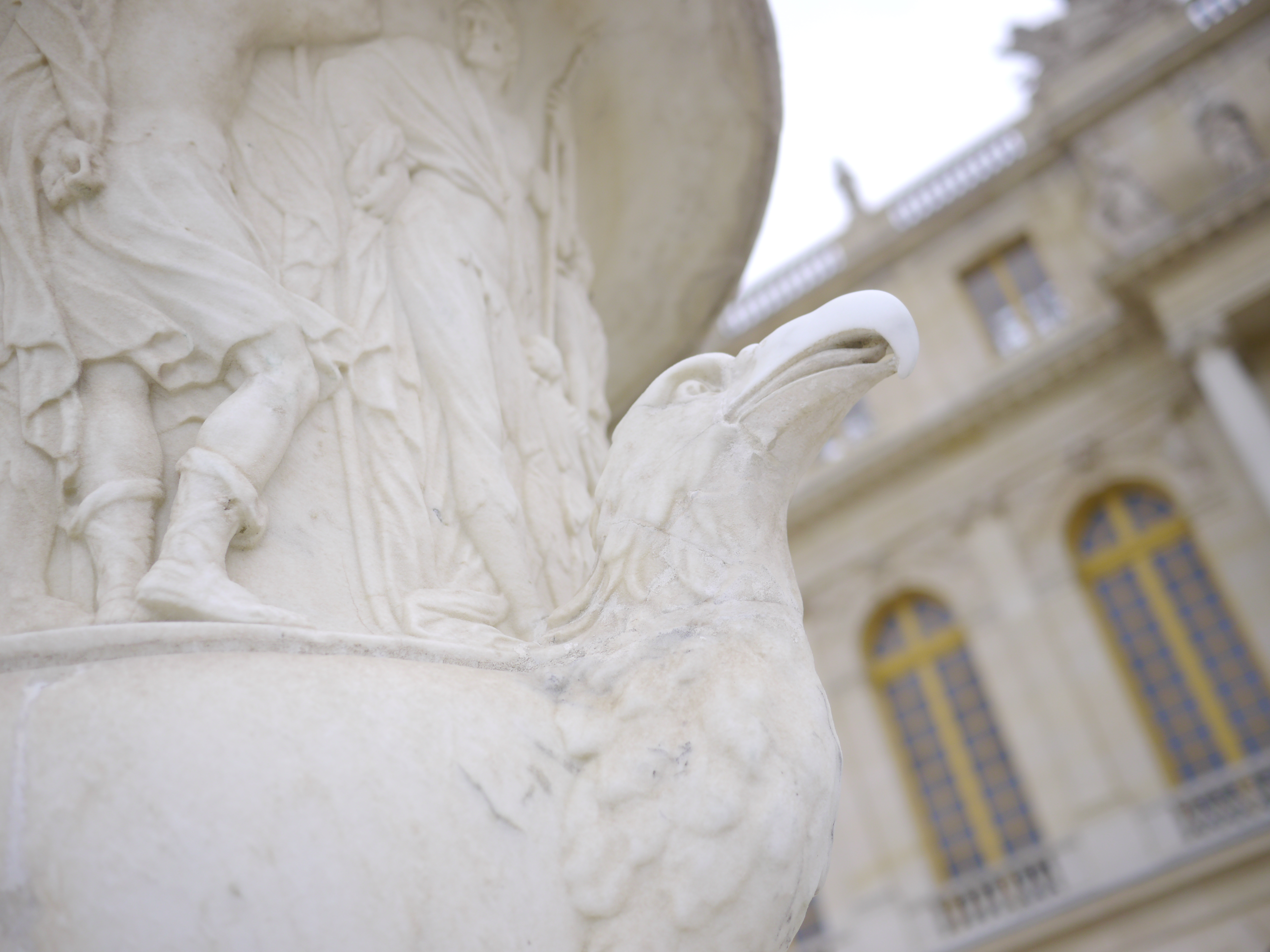
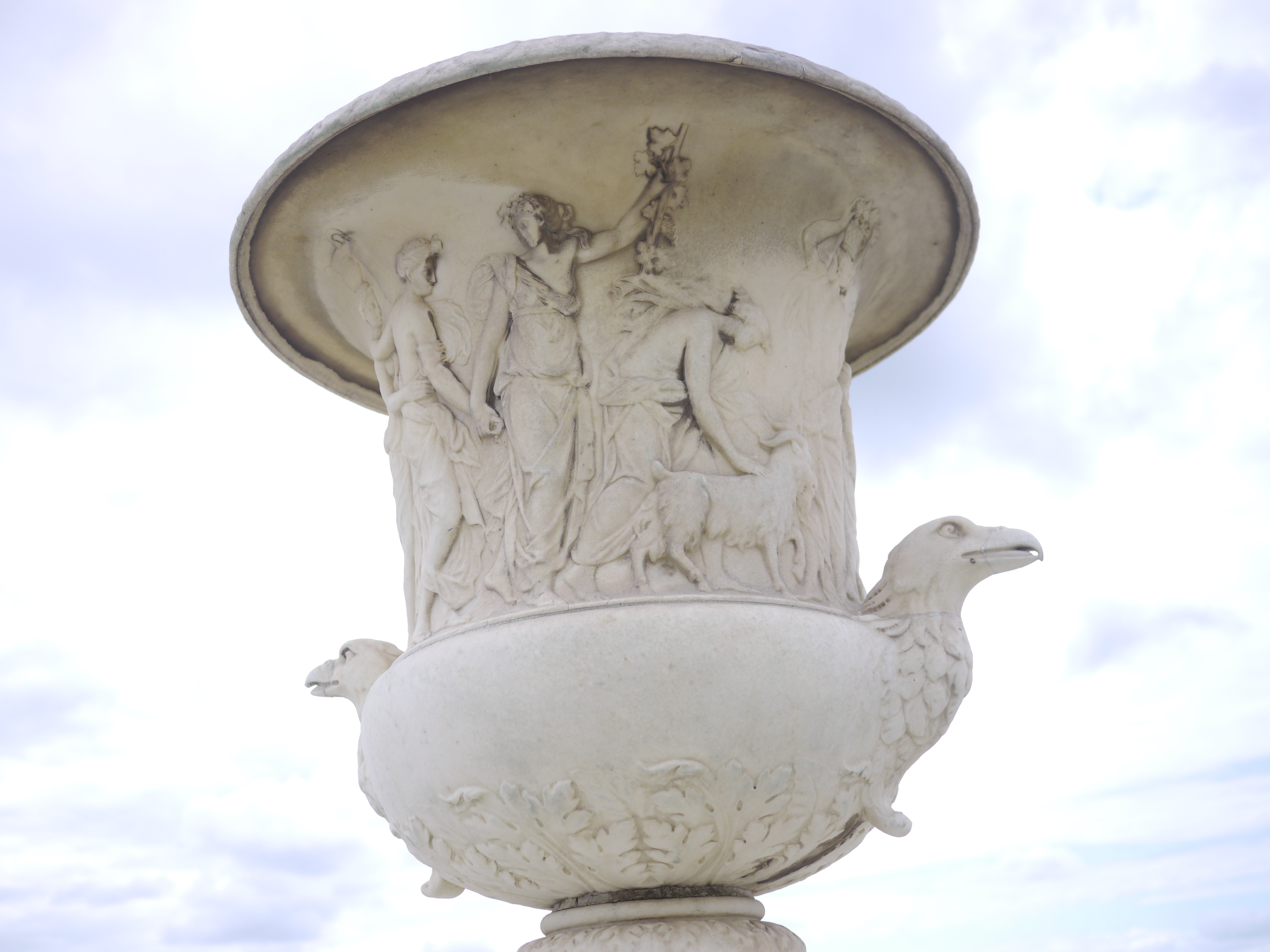

Entre las obras más conocidas de Claude Bertin se incluyen las siguientes:
- Cleopatra suicidándose

Cléopatra se suicidant , después de 1697, en el Museo del Louvre.
- Jarrón con asas en forma de delfines

Vase aux anses formées de dauphins - Parterre Midi de los Jardines de Versalles
- Jarrón con asas en forma de cabeza de fauno

Vase aux anses formées de têtes de faunes - Parterre Midi de los jardines de Versailles
 Pulsar sobre la imagen para ampliar. 
- Numa Pompilius confiando la guardia del fuego sagrado a las Vestales

Numa Pompilius Confiant la Garde du Feu Sacré aux Vestales - MR 2786 - Parterre sur de los jardines de Versailles
 Pulsar sobre la imagen para ampliar. 
Se le atribuye también una estatuilla en bronce , figura de una Vestal sosteniendo un recipiente (en inglés: A Vestal bearing a Vessal) de 24 centímetros de altura. Esta pieza podría estar relacionada coon un dibujo conservado en Estocolmo también de Claude Bertin.·